# Giovanni Gronchi
Giovanni Gronchi (n. 10 septembrie 1887, Pontedera, Toscana, Italia – d. 17 octombrie 1978, Roma, Italia) a fost un politician italian, președinte al Italiei, în funcție în perioada 11 mai 1955 – 11 mai 1962.